# Anschlag in Paris am 20. April 2017

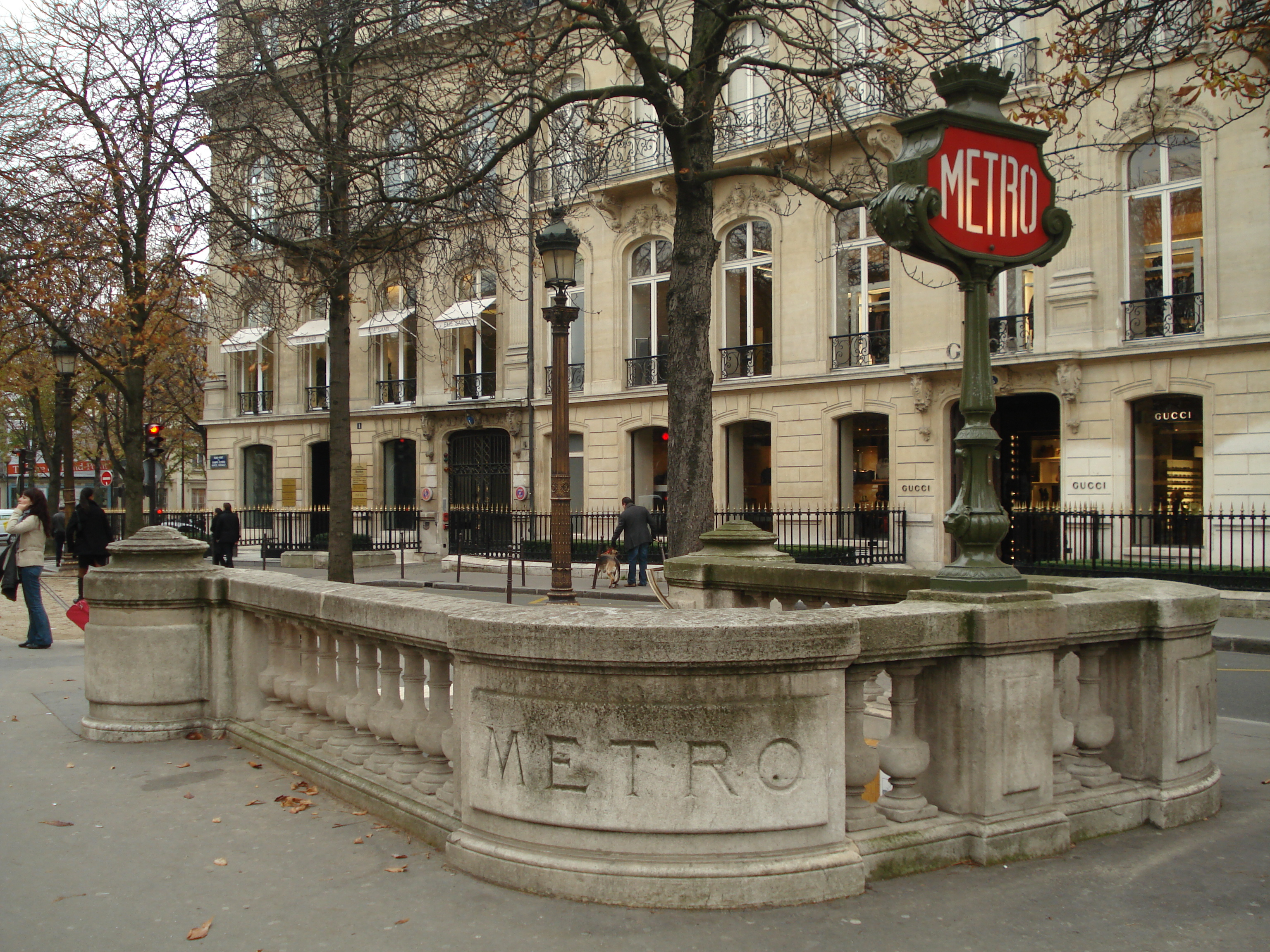
Metrostation Franklin D. Roosevelt

Bei dem Anschlag in Paris am 20. April 2017 griff ein Attentäter auf den Champs-Élysées mehrere Beamte der französischen Polizei mit einer Schusswaffe an und erschoss einen von ihnen. Die Untersuchungsbehörden vermuten einen islamistischen Tathintergrund.

## Tathergang
Die Tat ereignete sich um 20:50 Uhr nahe der Metrostation Franklin D. Roosevelt auf den Champs-Élysées. Nach Angaben von Augenzeugen hielt ein Auto neben einem Polizeibus. Der Fahrer stieg aus und eröffnete sofort das Feuer auf den Polizeibus. Er erschoss den Fahrer des Busses und verletzte zwei Polizisten sowie eine deutsche Passantin. Der Attentäter versuchte zu fliehen; er wurde von einer Polizeistreife niedergeschossen und getötet. Die Gegend wurde nach Augenzeugenangaben sofort gesperrt. Noch am Tatabend sprachen die Polizei und der französische Präsident François Hollande von einem Terroranschlag; die Terrororganisation Islamischer Staat (IS) verlautbarte, einer ihrer Kämpfer mit dem Kampfnamen Abu Jussuf al-Beldschiki („Abu Jussuf der Belgier“) habe die Tat begangen.

## Täter
Laut Medienberichten verübte der 39-jährige französische Staatsbürger Karim Cheurfi  (* 31. Dezember 1977 in Livry-Gargan) das Attentat. Er sei im Jahre 2003 in Roissy-en-Brie wegen versuchter Tötung von drei Menschen, darunter zwei Polizeibeamten, zu zwanzig Jahren Haft verurteilt worden.
Die Strafe wurde im Jahr 2005 auf fünf Jahre Haft reduziert, nachdem Cheurfi Berufung eingelegt hatte. Cheurfi war als islamistischer Gefährder in der Gefährderdatei Fiche S der Direction générale de la sécurité intérieure (DGSI) erfasst.

## Reaktionen
Die Tat fand während der letzten Fernsehsendung mit den elf Präsidentschaftskandidaten vor der ersten Runde der Präsidentschaftswahl 2017 statt. Einige der Kandidaten äußerten sich auch zur Tat.
François Fillon, Marine Le Pen und Emmanuel Macron sagten ihre geplanten Wahlkampfauftritte ab.